# Allygidius nihati
Allygidius nihati är en insektsart som beskrevs av Kartal och Zeybekoglu 1994. Allygidius nihati ingår i släktet Allygidius och familjen dvärgstritar. Inga underarter finns listade i Catalogue of Life.